# 青沼貴子
青沼 貴子（あおぬま たかこ、1960年〈昭和35年〉1月1日 - ）は、日本の漫画家。北海道函館市出身。函館東高等学校卒業。本名は鈴木 貴子（旧姓：青沼）。東京都板橋区在住。

## 来歴
高校卒業後上京し、1981年に集英社『週刊マーガレット』の増刊号にて『ブルース・ブルース』でデビュー。
1984年、『週刊マーガレット』にて連載されていた『ペルシャがすき!』を原案としたスタジオぴえろ製作のテレビアニメ、『魔法の妖精ペルシャ』の放映が日本テレビ系にて開始された（全48話）。
1995年、婦人生活社の育児雑誌に連載されていた『ママはぽよぽよザウルスがお好き』がTBS系列（毎日放送制作）にてアニメ化され、全52話放映された。また1999年にはそのスピンオフ作品の『板橋マダムス』がフジテレビ系列にて櫻井淳子の主演でドラマ化されている。
2011年5月、芳文社や竹書房のいくつかの4コマ漫画誌にてエッセー漫画を中心とした連載をしているほか、2006年に『北海道新聞』の金曜日夕刊にて『たんぽぽちゃん 昭和ダイアリー』（『たんぽぽちゃん』のスピンオフ作品。
2010年に終了）をはじめ、2017年4月より『中日新聞』など各ブロック紙に『ねえ、ぴよちゃん』などを連載している。また、実録系の4コマ漫画雑誌などにも読み切りとしてゲスト掲載されることもある。

## 作風
初期は『ペルシャがすき!』や『おどろんエンジェル』などに代表されるように、ほのぼのとしながら多少ユーモアを交えた作品がメインであった。
初のアニメ化作品になった『ペルシャがすき！』は『魔法の妖精ペルシャ』として放送されるに当たって変身魔法少女の設定が加えられるなどほぼオリジナルに近い改変が成され、アニメに於ける青沼貴子のクレジットは原作ではなく原案扱いに留まった。この経緯については2013年に出版された自伝漫画『こんな私がマンガ家に!?』に於いて、
と描かれている。
結婚し出産後、主な執筆の場を育児向けの雑誌に移し、テレビアニメ化もされた『ママはぽよぽよザウルスがお好き』のような自身の子育て体験などを元にしたエッセイ風の作品を得意としている。『ママはぽよぽよザウルスがお好き』のモデルキャラクターとなった自身の息子と娘の現在を描いたエッセイ漫画作品として『かわいいころを過ぎたら』シリーズなどがある。

## 主な作品リスト

### 連載中の作品
- ねえ、ぴよちゃん（中日新聞、東京新聞、北陸中日新聞、日刊県民福井、北海道新聞、西日本新聞のブロック紙3社連合に属する新聞及び河北新報、新潟日報、神戸新聞、中国新聞、徳島新聞、愛媛新聞に掲載）2017年4月1日から連載開始。2022年1月1日から南日本新聞にも連載開始。

### 連載終了の作品
- たんぽぽちゃん 昭和ダイアリー（北海道新聞、2006年 - 2010年4月30日）木曜日夕刊 - 『たんぽぽちゃん』のスピンオフ作品。

### 単行本リスト
- ペルシャがすき!（集英社）全9巻 新装版として2000年から2001年にかけて全6巻発行。
- おいら空丸（集英社）全3巻
- ピタパットキャット（集英社）全1巻
- とってもカミカミ（集英社）全1巻
- おどろんエンジェル（集英社）全6巻
- アイドルがいっぱい（角川書店）全1巻
- ママはぽよぽよザウルスがお好き（婦人生活社）全4巻 、廉価版コミックとして同社より1996年に2冊発行、また幻冬舎より2004年に新装版として全4巻発行、また2010年にメディアファクトリーに新装版として全3巻発行。
  - ママぽよえほん（婦人生活社）全12巻
  - 青沼さんちのぽよぽよ日記（イースト・プレス）全1巻
  - アン2歳、おむつはずし大作戦―ママぽよスペシャル　あこがれの「綿パンツ」へ４つのステップ（婦人生活社）全1巻
  - かわいいころを過ぎたら～『ママはぽよぽよザウルスがお好き』リュウの思春期ルポ～（メディアファクトリー）全1巻
  - かわいいころを過ぎたら アン18歳～『ママはぽよぽよザウルスがお好き』アンの思春期ルポ～（メディアファクトリー）全1巻
  - 夫とふたりでもうまく暮らすコツ 『ママはぽよぽよザウルスがお好き』ダーリンとのその後（メディアファクトリー）全1巻
  - 20歳は過ぎたけれど 『ママはぽよぽよザウルスがお好き』リュウ&アン成人編（メディアファクトリー）全1巻
  - いつか大人になるのかな 『ママはぽよぽよザウルスがお好き』リュウ&アン人生道草編（メディアファクトリー）全1巻
- 青沼貴子のマダム花子（竹書房）全1巻
- 幼稚園なんてコワくない97（ダイヤモンド社）全1巻
  - 小学校なんてコワくない97（ダイヤモンド社）全1巻
  - 幼稚園なんてコワくない98（ダイヤモンド社）全1巻
  - 小学校なんてコワくない98（ダイヤモンド社）全1巻
  - 御入学!小学校なんてコワくない お母さんのための小学校準備マニュアル 初めて小学生のママになる人のための不安解消ブック（ダイヤモンド社）全1巻
- たんぽぽちゃん（婦人生活社）全2巻、2004年に幻冬舎より新装版発行。
  - なまらうまい!たんぽぽちゃんの昭和ごはん（ぶんか社）全3巻
- きらり花枕（全日出版）全1巻
- ぷかり夢枕（全日出版）全1巻
- 青沼さん、BL漫画家をこっそりめざす。（イースト・プレス）全1巻
『まんがホーム』連載の「腐女子主婦がゆく! BL作家への道」を単行本化
- こんな私がマンガ家に!?（イースト・プレス）全1巻
自伝漫画。専門学校卒業から漫画家デビュー結婚出産を経てママはぽよぽよザウルスがお好き執筆直前の1980～90年頃までの軌跡を描く。ペルシャがすき！連載及びアニメ化の経緯と影響に関しても言及。
- かあさんはテヌキスト（芳文社）既刊1巻
フィクションの4コマ漫画である本編（初出時題名『ぐ～すかうめ実さん』）に、エッセイ漫画『貴子のお茶の子サイサイ』を併録
- 子育テーゼに乾杯（竹書房）全1巻
初出時（『すくすくパラダイス』連載→『すくすくパラダイスぷらす』配信）の題名表記は『コソダテーゼに乾杯』
- 青沼さんちの犬は腹黒だ（竹書房）全1巻
- 空気でも太るお年頃の私が15キロ痩せるまで（メディアファクトリー）全1巻

### イラストなど担当作品
- 鷲沢玲子と服部まゆみのシンプルキルト（婦人生活社）
- まるごと体験BOOK中学受験!（飛鳥新社）
- メイドインアビス 烈日の黄金郷（2022年）第4話のエンドカードを描く。